# Grammy Latino de Melhor Álbum de Música Romântica
O Grammy Latino de Melhor Álbum de Música Romântica foi entregue de 2004 a 2008. O prêmio é entregue para os artistas — solo, duplas ou performances em grupo. Com dois prêmios conquistados, Roberto Carlos é o maior vencedor desta categoria. 

## Vencedores
- 2008: César Menotti e Fabiano por Com Você
- 2007: Cauby Peixoto por Eternamente Cauby Peixoto — 55 Anos de Carreira
- 2006: Roberto Carlos por Roberto Carlos
- 2005: Roberto Carlos por Pra Sempre Ao Vivo No Pacaembu
- 2004: Zezé Di Camargo & Luciano por Zezé Di Camargo & Luciano